# Vladimir Lisin
Vladimir Lisin (născut 7 mai 1956, Ivanovo) este un om de afaceri rus specializat în industria siderurgică. Este considerat de revista Forbes a fi cel mai bogat om din Rusia, cu o avere estimată la 15.8 miliarde dolari (2010).